# 日本共産党第25回大会
日本共産党第25回大会（にほんきょうさんとうだいにじゅうごかいたいかい）は2010年1月13日から16日に開かれた日本共産党の党大会。

## 概要
- 中央委員会の選出基準が転換され、これまで前期より人数を縮小する傾向にあった中央委員会が197名へと大幅に増員された。特に准中央委員が幹部育成上の職務と位置付けられ、35名へと大きく拡大された。
- 規約には無い役職として准常任幹部会委員が設置され、2名が任命された。但し、その2名とも同年9月の幹部会で常任幹部会委員に昇格したため、准常任幹部会委員というポストはわずか8ヶ月ほどで消滅した。
- 1961年の第8回大会以来行うことが多かった、外国の共産党や左派政党からの賓客の招待を今大会では行わなかった。「滞在費などを負担するコストが大きいうえ、海外の政党との交流の幅が広がっており、招待する政党と招待しない政党を線引きすることができなくなった」と説明している。これは、1990年の第19回大会以来のことであった。ただし、諸外国の党からのメッセージは、今回も寄せられている。

## 選出された中央委員会
中央委員162名、准中央委員35名の計197人からなる第25期中央委員会が編成された。また新規8名を含む53人の名誉役員を承認した。
見直された選出基準について、理論担当副委員長の浜野忠夫は次の点を重視したと説明した。
- 党大会の決定を責任と気概をもって実践する同志を抜擢すること
- 他国共産党にあるような序列を構成するようなものではないという点を踏まえること
- 特に准中央委員については後継幹部として成長することを任務として位置づける。また次の党大会で自動的に中央委員に昇格することはせず、交代もこだわりなく行う
- 定年に達した委員であっても健康、家庭の条件が許す場合は再任させる。退任を申し出ても積極的に慰留する

この結果、次期大会までの間に70歳に達する書記局長の市田忠義が再任されたほか、前議長の不破哲三も常任幹部会委員を引き続き務めることになった。
- 中央委員会議長：空席
- 幹部会委員長：志位和夫
- 中央委員会書記局長：市田忠義
- 幹部会副委員長：緒方靖夫、浜野忠夫、広井暢子